# Hoạt lan
Hoạt lan (danh pháp hai phần: Dendrobium wattii) là một loài lan trong chi Lan hoàng thảo.
 Tư liệu liên quan tới Dendrobium wattii tại Wikimedia Commons
Cây phân bố từ Ấn Độ và Đông Nam Á lục địa. Tại Việt Nam, cây có mặt ở các tỉnh Kon Tum, Lâm Đồng.